# Гроб и споменик Филипу Вишњићу
Гроб и надгробни споменик Филипу Вишњићу се налазе у Вишњићеву, насељеном месту на територији општине Шид. Споменик је подигнут 1878. године, трудом школске омладине, на гробу Филипа Вишњића.
Гроб и споменик представљају непокретно културно добро као знаменито место од великог значаја.
Споменик од сивог мермера у форми пирамиде, висине око 1,80 м, израдио је Р. Срешњак у Бечу. На споменику је слика Филипа Вишњића уз коју су урезане гусле и два текста – један са подацима о самом гробном обележју, а други са стиховима у славу Филипа Вишњића. Између два светска рата је село Грк, у коме је живео и умро Филип Вишњић, добило име Вишњићево.
Споменик је обновљен 1952. године. 